# Camilla Crociani
Pour les articles homonymes, voir Crociani.
 (juin 2017).
Titre
Épouse du prétendant au trône des Deux-Siciles
Depuis le 20 mars 2008
(16 ans, 11 mois et 22 jours)
Camilla Crociani, née le 5 avril 1971 à Rome, est l'épouse de Charles de Bourbon des Deux-Siciles, qui porte le titre de courtoisie de duc de Castro, l'un des deux prétendants au trône des Deux-Siciles et au titre de chef de la maison royale des Deux-Siciles (sa branche est cadette et française).

## Biographie
Camilla Crociani est la fille de Camillo Crociani (it), un riche industriel italien, et de l’actrice italienne Edy Vessel.
Elle a suivi les cours de la Marymount High School et a poursuivi ses études à la New York University.
Le 31 octobre 1998, elle a épousé à Monte-Carlo le prince Charles de Bourbon des Deux-Siciles, alors duc de Calabre, fils de Ferdinand, duc de Castro, un des deux prétendants au trône des Deux-Siciles et de Chantal de Chevron-Villette.
Le prince et la princesse ont deux filles :
- Maria Carolina Chantal Edoarda Beatrice Januaria née le 23 juin 2003, duchesse de Calabre et de Palerme ;
- Maria Chiara Amalia Carola Luisa Carmen, née le 1er janvier 2005, duchesse de Capri et de Noto.

En mars 2008, à la suite du décès du prince Ferdinand, duc de Castro, le prince Charles est devenu un des deux prétendants au titre de chef de la maison de Bourbon des Deux-Siciles avec le titre de courtoisie de duc de Castro. La princesse Camilla est devenue duchesse de Castro.

## Activités humanitaires et philanthropiques
La princesse s'occupe d’œuvres humanitaires : Unicef, Croix-Rouge, Fondazione Adragna d’Altavilla, the Olave Baden-Powell Society, Amade, Association Monaco Against Autism, Amitié sans Frontières et la Fondation Princesse-Grace-de-Monaco,.
Elle est promotrice de manifestations culturelles, sportives et artistiques et participe activement à la lutte pour la protection des animaux de la fondation Jacques Rougerie, parrainée par l'Institut de France.
Elle est un membre actif de la paroisse Saint-Pierre-Apôtre de Naples qui finance des activités de loisirs paroissiaux et la lutte contre l'illettrisme.
La Princess Camilla of Bourbon Charitable Foundation collabore avec le gouvernement de l'île Maurice pour préserver la flore locale et lancer des projets d'éco-développement durable.
Le 3 mars 2017, elle reçoit le prix des Femmes pour la paix et la sécurité décerné par l'OTAN, en raison de « son intense activité sociale et de charité pour les enfants défavorisés ». Ce prix, décerné depuis 2008, a pour objectif de soutenir les projets et les objectifs des organismes des Nations unies qui offrent des possibilités pour les femmes de participer à la construction de la paix mondiale grâce à des programmes sociaux, culturels et éducatifs,.

## Condamnations judiciaires
En 2011, la sœur de Camilla, Cristiana Delrieu découvre que sa mère Edy Vessel souhaite la déshériter au profit de sa grande sœur et de ses deux nièces, grâce à un montage financier élaboré avec le cabinet d’avocats Appleby,. Cristiana attaque sa mère en justice et parvient à la faire condamner le 11 septembre 2017 par la cour royale de Jersey. Edy Vessel et Camilla sont donc contraintes par la justice à reconstituer le fonds financier initialement destiné aux deux sœurs, d'une valeur de 200 millions d'euros. Camilla fait appel de cette décision mais est déboutée, sa condamnation comme complice de la restructuration du fond étant confirmée par la cour de Curaçao en février 2020,.
Camilla est contrainte de réaliser un inventaire des biens de sa mère. Cet inventaire est jugé partiel par la cour royale de Jersey, qui reproche à Camilla d'avoir notamment dissimulé des bijoux et un tableau de Gauguin (« ils me demandent où a disparu une toile et je réponds 'Je ne sais pas' »). Le tableau a néanmoins été assuré pour 55 millions d'euros. Camilla est condamnée pour outrage à la cour en décembre 2020, fait appel de cette décision, mais elle est déboutée et sa condamnation confirmée. Confrontée au choix de payer une amende de 2,3 millions d'euros ou bien passer 12 mois en prison, elle verse la somme demandée en juillet 2021.
Depuis cette procédure judiciaire, les deux sœurs ne s’adressent plus la parole.

## Titulature, décorations et distinctions

### Titulature
Les titres portés par les membres de la maison de Bourbon n'ont pas d'existence juridique en Italie et sont considérés comme des titres de courtoisie.
- 31 octobre 1998 — 20 mars 2008 : Son Altesse Royale la princesse Camilla de Bourbon des Deux-Siciles, duchesse de Calabre ;
- depuis le 20 mars 2008 : Son Altesse Royale la princesse Camilla de Bourbon des Deux-Siciles, duchesse de Castro.

### Décorations officielles
Antigua-et-Barbuda
| Ordre du Mérite | Dame Grand-croix de l'ordre du Mérite (2 novembre 2014, déchue le 21 juillet 2017) |

 Colombie
| Ordre de San Carlos | Grand-croix de l'ordre de San Carlos (7 juillet 2013) |

 Ordre souverain de Malte
| Ordre souverain militaire hospitalier de Saint-Jean de Jérusalem, de Rhodes et de Malte | Dame Grand-croix d'honneur et de dévotion de l'ordre souverain de Malte (4 février 2004) |

 Tonga
| Ordre de la Maison royale de Tonga | Grand-croix de l'ordre de la Maison royale de Tonga (27 février 2012) |

### Décorations dynastiques
Royaume des Deux-Siciles
| Ordre sacré et militaire constantinien de Saint-Georges | Dame Grand-croix de Justice de l'ordre sacré et militaire constantinien de Saint-Georges |
| Ordre royal de François Ier                             | Grand-croix de l'ordre royal de François Ier                                             |

 Royaume du Monténégro
| Ordre du prince Danilo Ier | Grand-croix de l'ordre du prince Danilo Ier (20 janvier 2006) |

 Royaume de Portugal
| Ordre de Sainte-Isabelle | Grand-croix honoraire de l'ordre de Sainte-Isabelle |

### Distinctions
- Citoyenne d'honneur de Londres